# شهرستان کوهرنگ

آبشار تونل اول کوهرنگ

دشت لاله‌های واژگون

شهرستان کوهرنگ (به لری بختیاری:کُهرنگ )سرچشمه رودخانه‌های خروشان کارون ، زاینده‌رود و دز است. این شهرستان به پایتخت برفی ایران شهرت دارد و بزرگترین تأمین‌کننده آب شیرین ایران است.مردم این شهرستان  لرتبار و از ایل بختیاری می‌باشند و به زبان لری بختیاری سخن می‌گویند. .مرکز این شهرستان، شهر چلگرد است. شهرستان کوهرنگ به سبب وجود رشته کوه زردکوه از سردترین و پربرف‌ترین مناطق ایران است که ارتفاع برف در این منطقه در سال‌های نرمال به چندین متر می‌رسد.
کوهرنگ در زمان ایلامیان ییلاق قبایل ایلامی بود که به دلیل گرما به این منطقه کوچ می کردند.

## مقدمه
شهر چلگرد، مرکز شهرستان در ۸۵ کیلومتری شهرکرد واقع شده‌است. طبیعت بکر و دست نخورده منطقه به همراه جاذبه‌های گردشگری بی‌نظیر، سالیانه گردشگران بسیاری را از سراسر کشور و حتی دنیا به سوی این شهرستان هدایت می‌کنند.
در ضمن ۱۰ درصد از کل آبهای کشور از جمله سرچشمه سه رودخانه بزرگ و حیاتی یعنی زاینده رود، کارون و دز در این شهرستان و از قلل سر به فلک کشیده زردکوه بختیاری سرچشمه می‌گیرند.
اصغر کریمی (مردم‌شناس ایرانی) در سال ۱۳۴۹ شمسی به کوهرنگ سفر کرد . کتاب وی با نام «سفر به دیار بختیاری» که در سال ۱۳۶۸ چاپ شده، از مهم‌ترین کتاب‌های علمی برای مطالعه این شهرستان در سالهای قبل از انقلاب اسلامی در ایران است.
اصغر کریمی در کتاب سفر به دیار بختیاری می‌نویسد: «در ۲۴ خرداد ۱۳۴۹ کلی شتر در چلگرد دیدیم که تعجب کردیم و به پرس و جو نشستیم. مقدمتاً فهمیدیم که این شتردارها از اردکان یزد برای تعلیف شترها به این حدود می‌آیند. هر سال سه ماه تابستان را در این حدود می‌چرانند و شترهای پروار به یزد برمی‌گردانند و به قصابی می‌دهند. سابقه ی چرایِ شتر در این منطقه طولانی است. می‌گفتند در حدود ۵۰ سال پیش سر سال حدود هزار نفر شتر به این منطقه می‌آمد و از هر شتر حدود ۵۰ ریال به طایفه بابااحمدی و بابادی‌ها می‌رسید که بالمناصفه تقسیم می‌کردند. عده دیگر از این شتردارها مال غلام‌خواست شیراز بودند هم شتردار هستند و هم گله دار.»

## اقلیم‌شناسی
شهرستان کوهرنگ دارای ایستگاه هواشناسی سینوپتیک است که در شهر چلگرد و در ارتفاع ۲۳۶۵ متری از سطح دریا قرار دارد. همچنین در این شهرستان ایستگاه‌های باران سنجی و برف سنجی در شهر بازفت، صمصامی و روستای سرآقاسید وجود دارد.
این شهرستان با میانگین بارش سالانه ۱۳۴۹٫۷ میلی‌متر بعد از بندر انزلی، دومین قطب بارش در کشور به‌شمار می‌رود.

## تقسیمات کشوری
این سرزمین سابقاً جز اصلی و قلب ولایت بختیاری بود که در دوره اول سرزمین بختیاری منحل شده و سرزمین‌های آن میان استان‌های لرستان و اصفهان و خوزستان تقسیم شد.
شهرستان کوهرنگ در سال ۱۳۸۰ از شهرستان فارسان جدا و به عنوان یک شهرستان مستقل معرفی شد. براساس آخرین تقسیمات سیاسی، شهرستان کوهرنگ دارای ۳ شهر و ۳ بخش و ۷ دهستان است. این شهرستان دارای سه بخش مرکزی، دو آب صمصامی و بازفت است که از دهستان‌های شوراب تنگ گزی، دشت زرین، میانکوه موگویی، شهریاری، صمصامی، بازفت بالا و بازفت پائین تشکیل یافته‌است.
- بخش مرکزی
  - دهستان دشت زرین
  - دهستان شوراب تنگزی
  - دهستان میانکوه موگوئی
- بخش بازفت
  - دهستان بازفت بالا
  - دهستان بازفت پایین
- بخش دوآب صمصامی
  - دهستان دوآب
  - دهستان شهریاری

## مناطق مسکونی

### شهرها
چلگرد
بازفت
صمصامی

### روستاها
در شهرستان کوهرنگ حدود ۲۸۰ روستا وجود دارد.وروستاهای سرآقاسید(۱۶۹۸نفر)، مورز(۱۲۰۱ نفر)، خویه(۱۰۲۶نفر) پرجمعیت ترین روستاهای این شهرستان در سال ۱۳۹۵ بوده اند. .

## جمعیت
بنابر سرشماری مرکز آمار ایران، جمعیت شهرستان کوهرنگ در سال ۱۳۹۵ برابر با ۴۱٬۵۳۵ نفر بوده‌است.

## جاذبه‌های گردشگری
چشمه دیمه در روستای دیمه

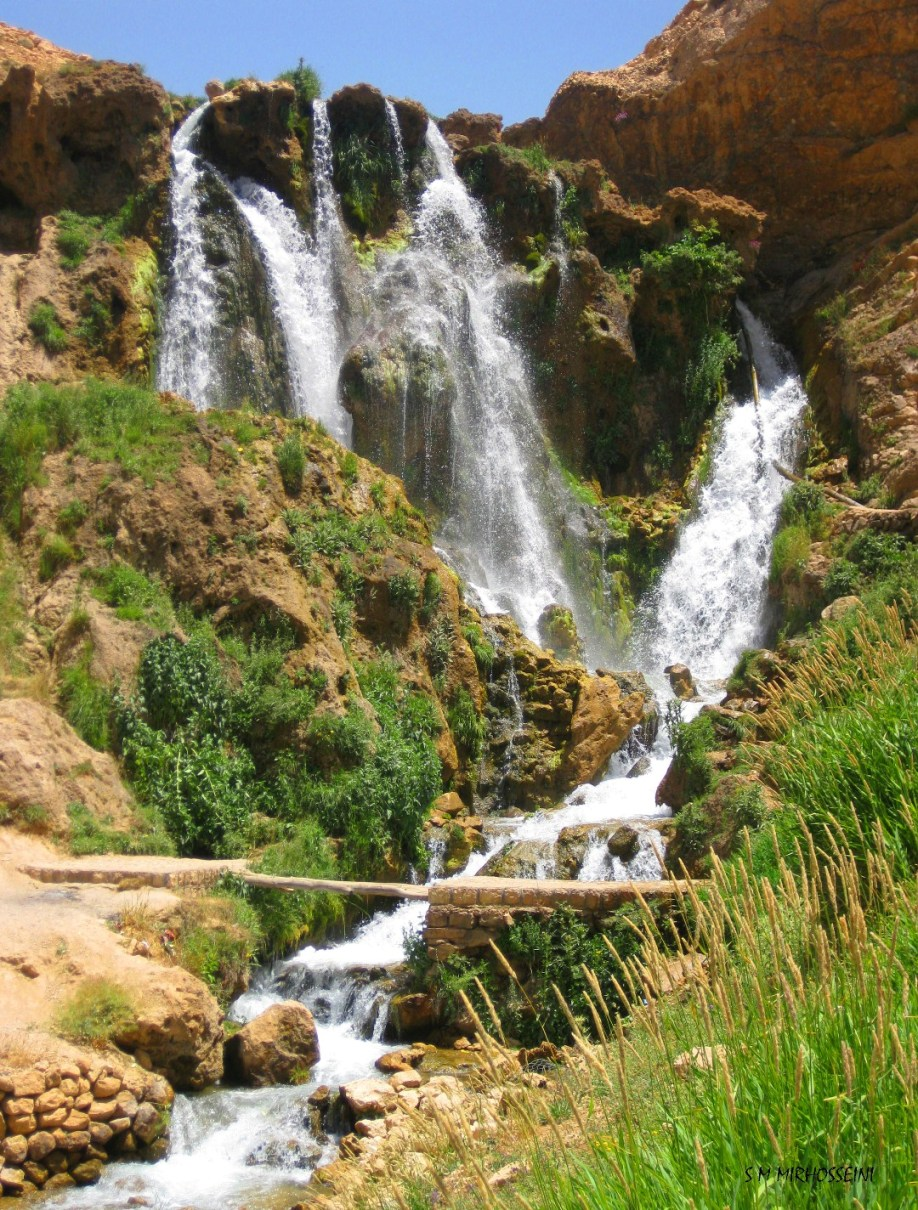
آبشار شیخ علی‌خان

سد نصیرآباد در سه کیلومتری شرق روستای نصیرآباد 

تونل کوهرنگ در چلگرد
زردکوه (دومین قله مرتفع زاگرس)

دشت لاله‌های واژگون کوهرنگ در روستای بنواستکی

پیست اسکی کوهرنگ در چلگرد

غار یخی چما در روستای شیخ علی خان

آبشار شیخ علیخان در روستای شیخ علی خان
آبشار نیاکان در روستای نیاکان 
زاینده رود
رودخانه کوهرنگ
رودخانه بازفت
چشمه کوهرنگ در چلگرد

روستای پلکانی سرآقاسید (ماسوله زاگرس)

چشمه دزداران در صمصامی

چشمه مورز در روستای مورز

پل خداآفرین در بازفت

## سوغات
کرفس کوهی، موسیر، تره کوهی، چویل، بن سرخ، عسل کوهرنگ، روغن حیوانی، کشک و قارا،قالی بختیاری، چوغا بافی، وریس بافی، خورجین و سیاه چادر،گردو،بادوم،میوه های تابستانی

## انتقال آب به اصفهان
تونل کوهرنگ ۱: نخستین بررسی‌ها برای انتقال آب رودخانه بیرگان به حوضه زاینده‌رود به سال‌های پس از جنگ دوم جهانی بازمی‌گردد. در نتیجه این بررسی‌ها طراحی و اجرای بند انحرافی و تونل اول کوهرنگ به وسیله مهندسان مشاور الکساندر گیپ واگذار گردید و از این سیستم در سال ۱۳۳۷ خورشیدی بهره‌برداری شد. این سیستم شامل بند و یک تونل ۲۹۰۰ متری به‌طور میانگین سالانه حدود ۳۰۰ میلیون متر مکعب آب را به حوضه زاینده‌رود منتقل می‌کند.
تونل کوهرنگ ۲: طراحی و اجرای سد انحرافی و تونل دوم کوهرنگ به وسیلهٔ «مهندسان مشاور سوگرا» انجام‌گرفت و از این سیستم در سال ۱۳۶۴ خورشیدی بهره‌برداری شد. از سال ۱۳۶۶ خورشیدی با پایان یافتن ساختمان سد و تونل ماربران و انتقال ۱۱۵ میلیون متر مکعب آب چشمه‌های ماربران و کلنچین به پشت این سد، سد و تونل دوم کوهرنگ سالانه به‌طور میانگین حدود ۲۵۵ میلیون متر مکعب آب را به مخزن سد زاینده‌رود انتقال می‌دهند.
تونل کوهرنگ ۳: طراحی و ساخت سد و تونل سوم کوهرنگ به وسیلهٔ مهندسان مشاور «زایندآب» و «تهران برکلی» در سال‌های دهه ۶۰ بررسی شد. گزارش این بررسی‌ها و نقشه‌های طرح مقدماتی سد، سازه‌های وابسته و تونل انتقال آب در سال ۱۳۶۷ خورشیدی منتشر شد. در سال ۱۳۷۰ اسناد مناقصه تونل سوم کوهرنگ تهیه و پس از برگزاری مناقصه بین‌المللی و سپس مناقصه داخلی نهایتاً شرکت ساختمانی «تابلیه» برنده مناقصه می‌شود و کار را با نظارت شرکت «زایندآب» شروع می‌کند. در سال ۱۳۷۷ خورشیدی سازمان آب منطقه‌ای اصفهان، مطالعات تکمیلی فاز یک سد را به شرکت مهندسی مشاور مهاب قدس و همچنین مطالعات تکمیلی مرحله دوم تونل انتقال آب کوهرنگ ۳ را به مشارکت مهاب قدس- زایندآب واگذار کرد. تونل سوم کوهرنگ به منظور انتقال ۲۵۵ میلیون متر مکعب آب در سال، به حوضه آبریز زاینده‌رود، طراحی و عملیات اجرایی آن آغاز شد.البته این طرح به دلایل مختلف تا به امروز به بهره برداری نرسیده و در دست عملیات است.
حجم انتقال آب طوریست که تاکنون ۳ سرشاخه کارون (کوهرنگ اول، کوهرنگ دوم؛ کوهرنگ سوم:) به زاینده رود انتقال داده شده و سالانه آبی معادل ۸۰۰ الی ۹۰۰ میلیون متر مکعب (آبی که معادل یک زاینده‌رود جدید است) را که حقابه کارون است به زاینده‌رود منتقل می‌کند.

## زلزله کوهرنگ
راندگی اصلی زاگرس که گسل اصلی معکوس زاگرس نیز نامیده می‌شود و همچنین گسل زاگرس بلند از شهرستان کوهرنگ عبور می‌کنند و احتمال وقوع زمین لرزه را در این شهرستان بالا برده‌اند. در ۱۲ مهر۱۴۰۰ زلزله ای با بزرگی ۵٫۷ ریشتر و در ۲۴ آذرماه ۱۴۰۰ زلزله ای با بزرگی ۴٫۵ ریشتر این شهرستان را لرزاند.